# Elettroerosione

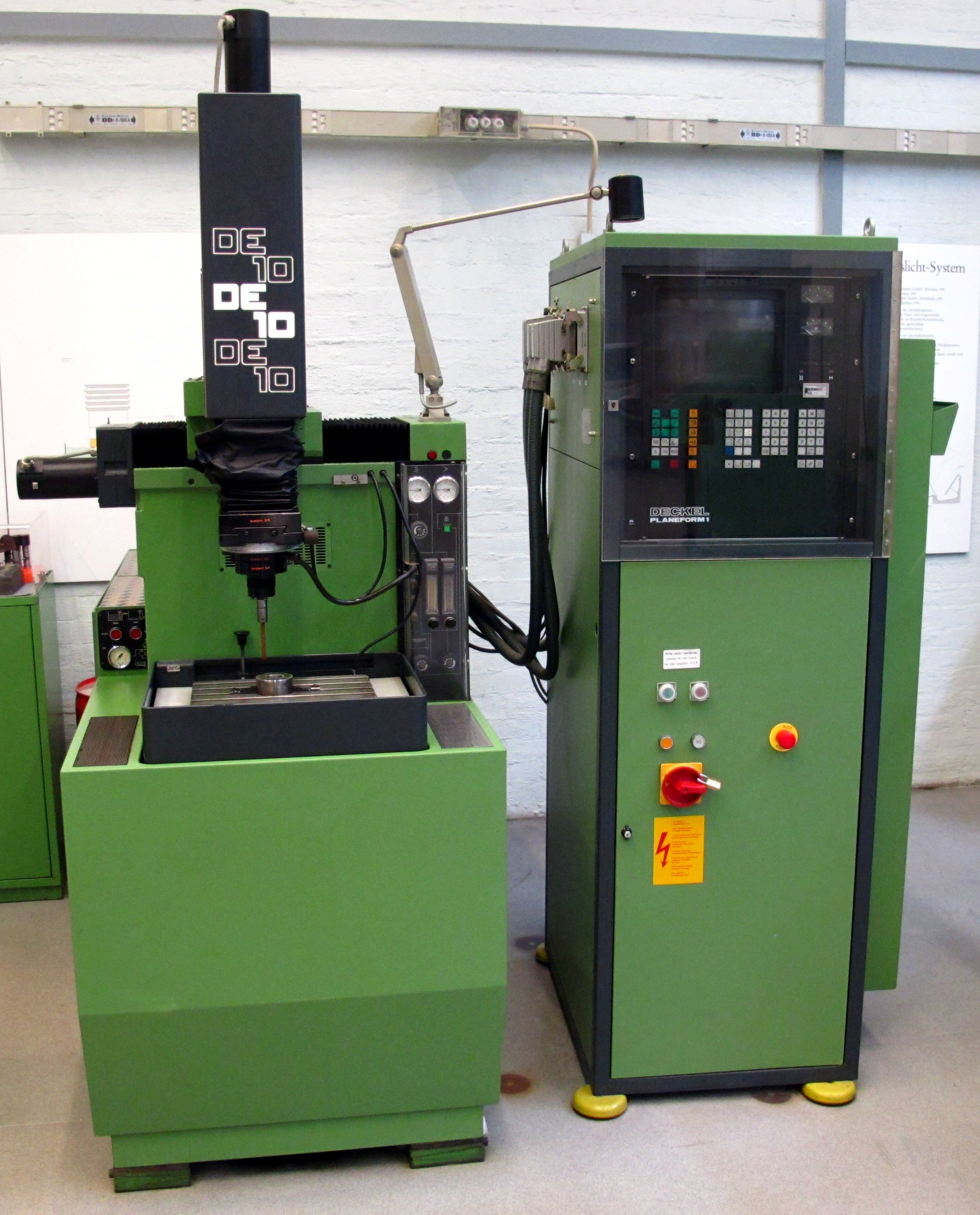
Esempio di macchina per elettroerosione

L'elettroerosione è una tecnologia di lavorazione dei materiali per asportazione mediante scariche elettriche ad elevata frequenza (20-50 kHz). È utilizzabile solo su materiali che sono ottimi conduttori, essenzialmente i metalli.
Le macchine utensili realizzate per eseguire questo tipo di lavorazione vengono chiamate "macchine per elettroerosione" o EDM (dall'inglese Electrical Discharge Machining).

## Storia
Il processo di elettroerosione fu inventato casualmente dai coniugi sovietici Lazarenko nel 1943, durante esperimenti sull'usura dei contatti elettrici: immergendoli in bagno d'olio per diminuirne l'usura dovuta alle scintille, ottennero l'effetto contrario.
L'elettroerosione ha subito un forte impulso solo con lo sviluppo dell'elettronica.

## Funzionamento

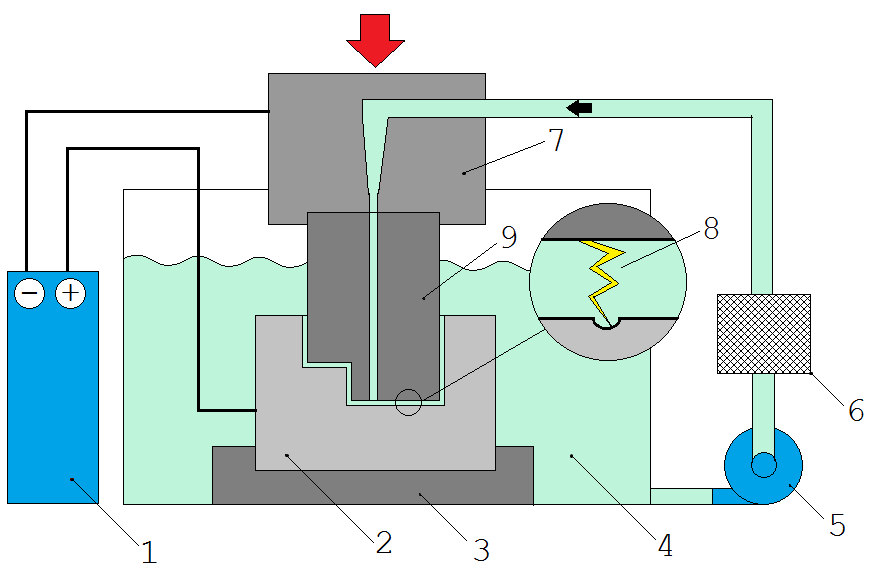
Schema dell'elettroerosione. 1. Generatore di scariche (DC) 2. Pezzo(+) 3. Portapezzo 4. Fluido dielettrico 5. Pompa 6. Filtro 7. Portautensile(-) 8. Scarica 9. Utensile

Il processo di elettroerosione consiste nell'avvicinamento dell'utensile da taglio al materiale da lavorare, il tutto all'interno di un dielettrico liquido. L'utensile viene alimentato con un potenziale negativo rispetto al materiale lavorato. Quando la distanza dell'utensile dal materiale è sufficientemente ridotta da rompere il dielettrico e far fluire la corrente attraverso esso, gli elettroni generano un canale di plasma, detto arco, che fonde la superficie del materiale.
L'utensile è detto comunemente "elettrodo", sebbene il processo di elettroerosione sfrutti due elettrodi: il primo è costituito appunto dall'utensile, mentre il secondo è costituito dal pezzo da lavorare.
La scelta del materiale dell'elettrodo rispetto al materiale lavorato e dei parametri elettrici (corrente, tensione, forme d'onda) sono fondamentali per minimizzare l'erosione dell'utensile da taglio (usura) rispetto al materiale lavorato. L'utensile viene fatto avanzare continuamente al procedere dell'erosione mantenendo sempre una distanza dal materiale lavorato tale da lasciare uno strato sufficiente di dielettrico in cui sospendere il materiale asportato. Il contatto tra i due metalli va evitato perché produrrebbe una saldatura, anziché l'erosione desiderata.
Eccezionalmente può essere applicata una polarità invertita rispetto a quanto precedentemente detto: ovvero applicare all'elettrodo una polarità positiva rispetto al pezzo. Questo avviene per lavorazioni particolari, come accoppiamenti di semistampi, dove l'erosione viene equiripartita tra i due elementi, o forature tramite elettroerosione, dove l'elettrodo viene totalmente consumato. 
Nella lavorazione non vengono creati normali trucioli: i residui della lavorazione (sfridi) assumono l'aspetto di polvere che si disperde nel dielettrico.
La presenza di un dielettrico è fondamentale per la funzionalità del processo e ha diversi fini:
- permette il trasporto e la sospensione degli sfridi, asportando di fatto il materiale;
- ha un elevato contenuto di ioni, necessari per la formazione dell'arco;
- disperde il calore prodotto dal processo.

Il processo descritto sopra non è applicabile senza dispositivi di controllo elettronici. Infatti la sola applicazione della tensione non è sufficiente ad asportare il materiale in maniera continuata e causerebbe soltanto la fusione delle superfici. Al fine di controllare tutti i parametri dell'energia applicata i dispositivi di controllo prendono in considerazione diversi fattori quali resistenza e capacità percepiti tra utensile e materiale lavorato. Inoltre questi controllori non applicano una tensione continua bensì intermittente (ad onda quadra). I momenti di spegnimento dell'arco permettono di rilassare le aree surriscaldate dal plasma asportando il materiale fuso. I parametri controllati includono:
- tensione d'innesco, tipicamente da alcune decine ad alcune centinaia di volt;[1]
- polarità, normalmente l'utensile è negativo ed il materiale lavorato positivo;
- corrente massima, compresa tra 1 e 500 ampere;
- durata dell'impulso, compresa tra 1 microsecondo e 2 millisecondi;
- pausa tra gli impulsi, compresa tra 1 e 30 microsecondi.

## Principio fisico
Il funzionamento dell'elettroerosione è basato sulla capacità termomeccanica delle scariche elettriche di erodere i materiali.
L'azione erosiva delle scariche si può dividere nelle seguenti fasi:
1. Applicazione tra elettrodo e pezzo di una forte tensione: in questa fase si crea un forte campo elettrico che è massimo tra i due punti a minor distanza elettrodo/pezzo.
2. Rottura del dielettrico e apertura di un canale di scarica: in questa fase il forte campo elettrico accelera alcuni elettroni del pezzo che attraversano il dielettrico, questo passaggio genera un "effetto valanga" che rompe l'isolamento del dielettrico proprio in corrispondenza del punto dove il campo elettrico è più elevato. Si crea così un canale a bassa resistenza dove la corrente elettrica può passare.
3. Allargamento del canale di scarica e fusione del materiale: l'urto degli elettroni accelerati con le molecole di dielettrico genera ulteriori elettroni liberi e ioni positivi che fungono da portatori di carica e vengono accelerati dal campo elettrico; conseguentemente si crea un canale di plasma ad altissima temperatura (migliaia di gradi) in grado di condurre molta corrente elettrica. Con il persistere della corrente di scarica, il canale tende ad allargarsi intorno al punto iniziale. Le aree dell'elettrodo e del pezzo a diretto contatto con il canale di plasma, sottoposte al bombardamento dei portatori di carica e alle alte temperature del canale, si fondono creando dei piccoli crateri di materiale fuso.
4. Interruzione della scarica e implosione del canale di scarica: interrompendo la corrente il canale di plasma, non più alimentato da fonti di energia esterne, implode.
5. Espulsione del materiale dal cratere: venendo improvvisamente a mancare la pressione sulla superficie del cratere, il materiale fuso viene risucchiato fuori, lasciando il cratere vuoto. Il materiale fuoriuscito si raffredda, solidificandosi in minuscole palline (sfridi).

## Tipi
L'elettroerosione si può dividere in nei seguenti tipi:

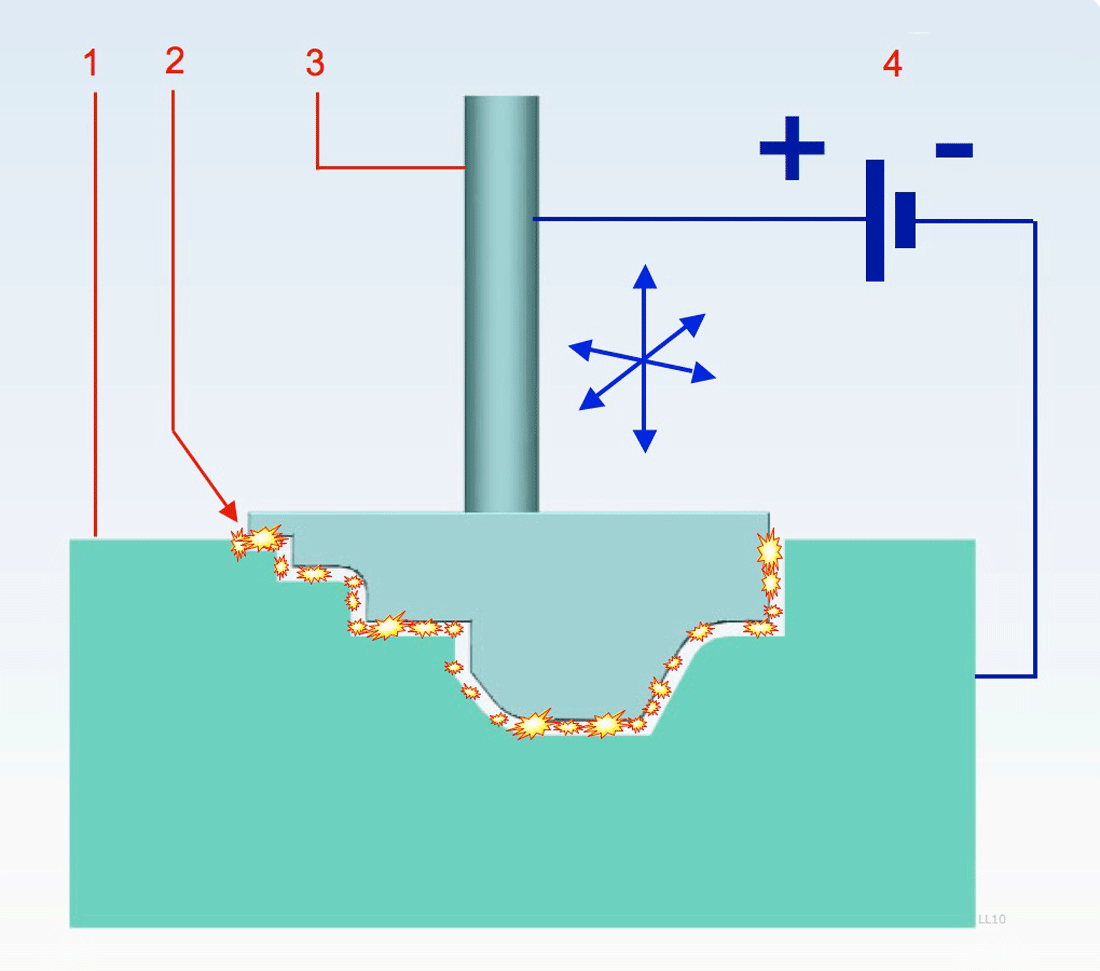
Schema di funzionamento dell'elettroerosione a tuffo.
1. pezzo in lavorazione; 2. arco elettrico; 3. elettrodo mobile con forma in negativo; 4. potenziale elettrico.

- elettroerosione a tuffo: in questa applicazione la lavorazione ha come scopo principale lavorare il pezzo facendogli assumere una forma complementare rispetto all'elettrodo.

Il ciclo di lavorazione è diviso nelle seguenti fasi:
1. creazione di un elettrodo di forma "negativa" rispetto alla forma della lavorazione che si vuole ottenere;
2. elettroerosione del pezzo con l'elettrodo precedentemente creato, ottenendo così in "positivo" la forma voluta.

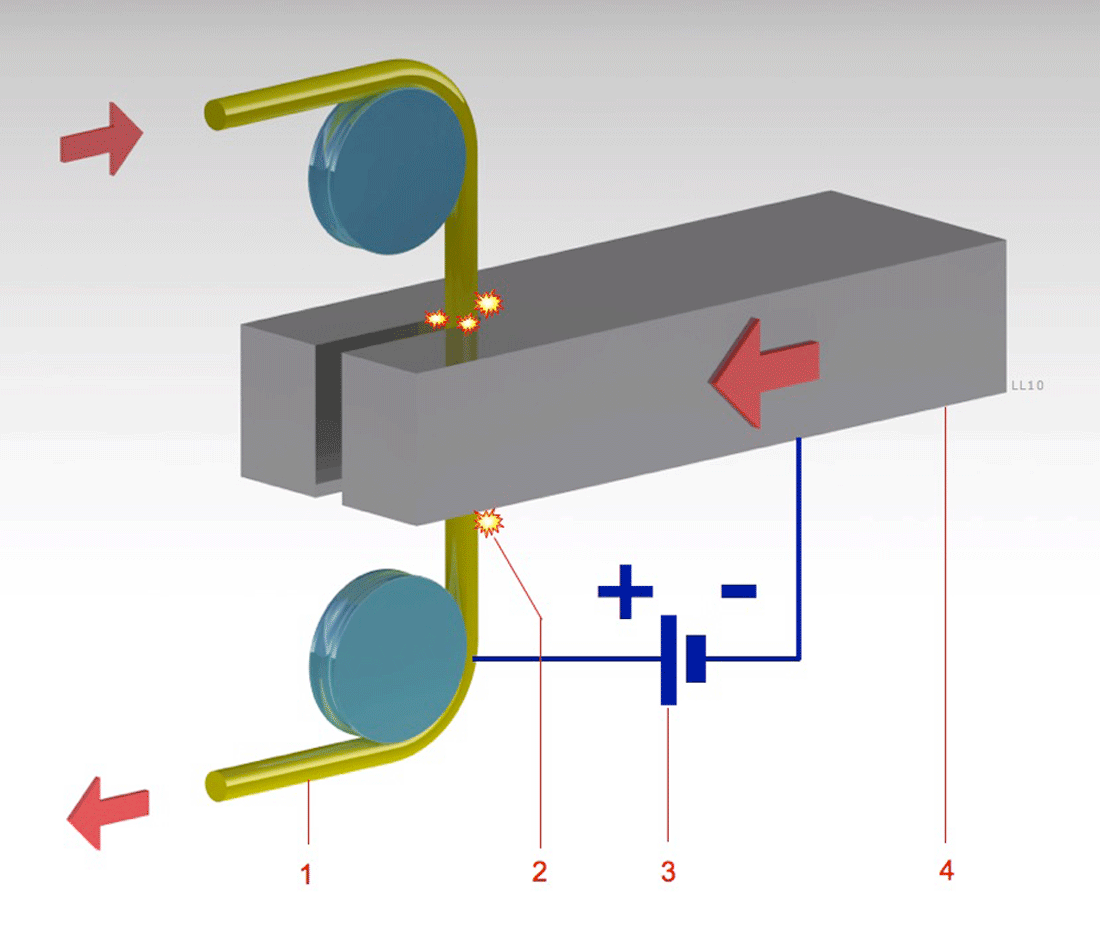
Schema di funzionamento dell'elettroerosione a filo.
1. filo; 2. arco elettrico; 3. potenziale elettrico; 4. pezzo in lavorazione.

- elettroerosione a filo: un filo conduttore teso è usato come elettrodo per tagliare o profilare il pezzo da lavorare. Il filo (immagazzinato in una bobina) viene cambiato di continuo durante la lavorazione, in quanto, essendo sottoposto all'usura delle scariche e allo stress di dilatazione, finirebbe per spezzarsi spesso, interrompendo la lavorazione.

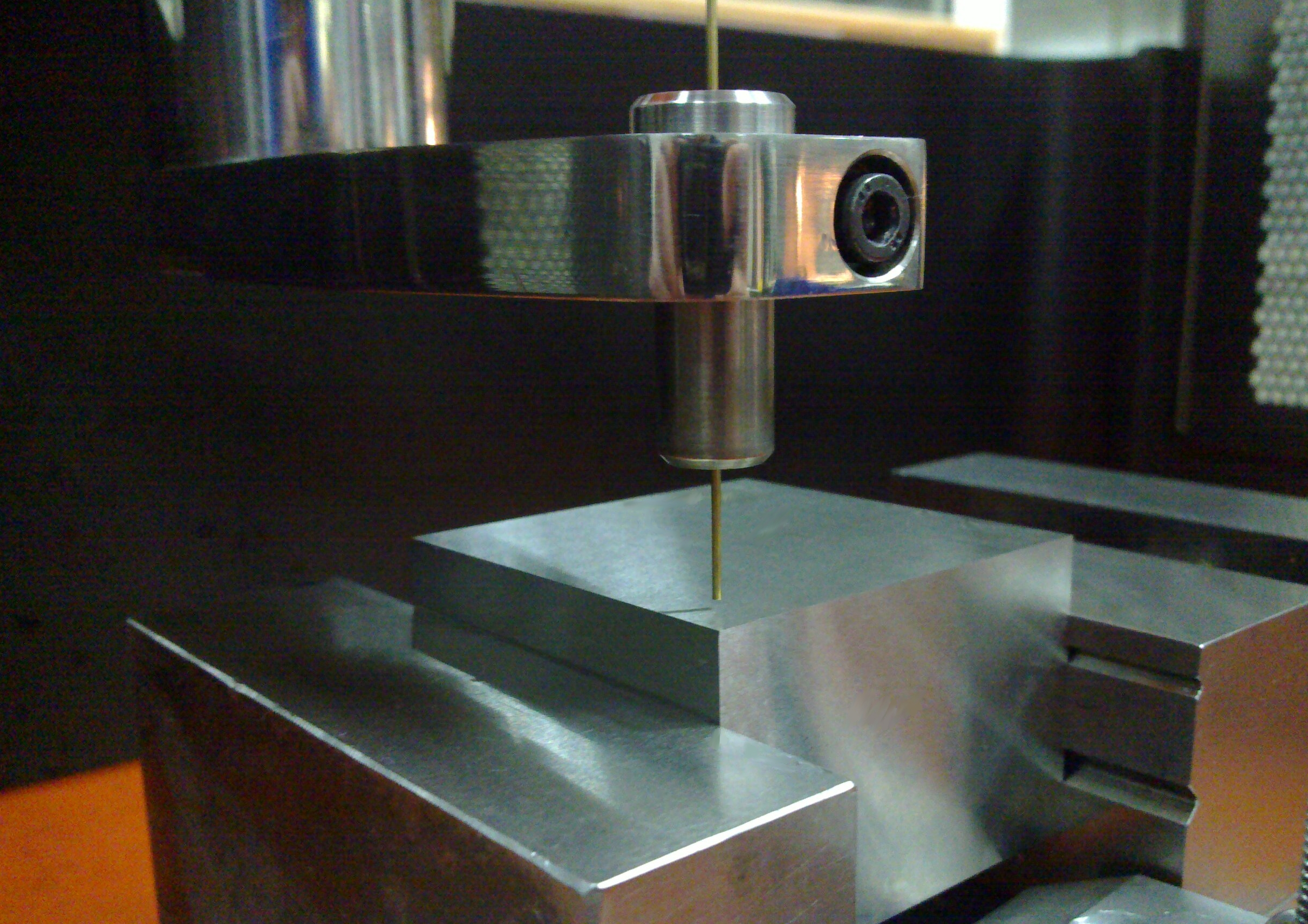
Esempio di foratura per elettroerosione

- foratura per elettroerosione: in questa applicazione un tubo viene usato come elettrodo per forare il pezzo. Vengono usati tubi, generalmente di piccolo diametro, in quanto attraverso essi viene pompato del dielettrico necessario per asportare gli sfridi dal fondo della foratura.
- molatura per elettroerosione: in questa applicazione una mola di materiale conduttore erode il pezzo, in modo analogo ad una mola ad abrasione. Un esempio d'uso di questo tipo di tecnica è quello dell'affilatura di lame con denti di Widia o diamante sinterizzato, materiali di cui la molatura con tecniche abrasive tradizionali è difficoltosa e costosa.

## Elettrodi
Uno degli elementi principali della lavorazione per elettroerosione è l'elettrodo. Nella lavorazione "a tuffo" il risultato della medesima è un negativo della forma dell'elettrodo; mentre nella lavorazione "a filo", l'elettrodo si comporta come un seghetto, tagliando il pezzo.
Perché si possa fare una lavorazione utile, è necessario ridurre l'usura al minimo. Per far ciò, oltre al controllo dei parametri elettrici, è necessario partire da una corretta scelta del materiale dell'elettrodo.

### Materiale per elettrodi EDM
Per la lavorazione "a tuffo" il materiale deve:
- resistere alle scariche;
- essere facilmente lavorabile;
- avere costi contenuti.

Gli ultimi due aspetti sono particolarmente importanti nella lavorazione a tuffo in quanto la lavorazione che si vuole ottenere richiede la realizzazione di una sua esatta copia-elettrodo in negativo. In casi estremi, con realizzazioni di stampi per plance o scocche plastiche, potrebbe essere necessario realizzare elettrodi sagomati e/o alettati di centinaia di chili.
L'esperienza ha portato alla diffusione di due tipi di materiale: la grafite e il rame.
La grafite resiste bene alle scariche per via dell'alto punto di fusione, è relativamente facile da lavorare e costa poco. Di contro la grafite durante la lavorazione di parti sottili (alette, nervature, ecc.) tende a scheggiarsi e gli spigoli tendono ad arrotondarsi, inoltre le scariche tendono a rovinarne la superficie, impedendo di realizzare superfici ben finite, cioè con bassa rugosità. Inoltre la lavorazione della grafite genera un pulviscolo che, se non viene opportunamente schermato e abbattuto, può insinuarsi negli organi in movimento della macchina utensile, in genere nelle guide, e causarne il rapido deterioramento.
Le nuove grafiti a bassa porosità (grafite fine) hanno ampliato notevolmente il campo di applicazione degli elettrodi in grafite, diventando competitive con il rame anche per lavori di precisione e bassa rugosità grazie a facilità di costruzione degli elettrodi, minor deformazione termica durante l'erosione, maggiore asportazione.
Anche il rame resiste abbastanza bene alle scariche perché la sua alta conducibilità termica tende a dissipare il calore delle scariche. Si può lavorare molto facilmente, permettendo di realizzare particolari estremamente fini, e le scariche rovinano poco la sua superficie, permettendo lavorazioni particolarmente rifinite, in qualche caso sino alla lucidatura. Di contro, il rame non resiste altrettanto bene alle alte correnti di scarica tipiche della lavorazione di sgrossatura ed è un materiale costoso.
Quando possibile, si consiglia così di realizzare due elettrodi: un elettrodo di grafite per le lavorazioni di "sgrossatura" e un elettrodo in rame per la lavorazione di "finitura".

## Applicazioni
L'elettroerosione è una tecnologia di uso comune nell'industria. È utilizzata ad esempio nella produzione di stampi (in particolare modo per componenti in plastica), dove la presenza di cavità profonde e strette rende difficoltosa e a volte impossibile la lavorazione con tecniche di fresatura convenzionali.

## Vantaggi
I principali vantaggi dell'elettroerosione sono:
- Possibilità di lavorare metalli molto duri (acciai speciali, acciai rapidi, metalli duri, ecc.), o induriti con trattamenti termici o chimici (temprati, carburati, ecc.). Infatti, la durezza del materiale da lavorare rallenta la velocità di erosione a parità di energia utilizzata, ma a differenza delle tecniche convenzionali, non richiede che l'utensile (negativo o filo) abbiano una durezza e una resistenza meccanica maggiori del materiale lavorato.
- Possibilità di realizzare tagli e cavità impossibili per le tecniche convenzionali. La tecnica sfrutta un processo elettro-chimico, e non meccanico, infatti in assenza di rotazione l'utensile da taglio non ha più la costrizione di essere assialmente simmetrico. È possibile ottenere spigoli netti, creare nervature e cavità con forme o profili di grande complessità.
- Velocità di lavorazione inferiore rispetto alle altre tecnologie ad asportazione di truciolo.

## Svantaggi
I principali vantaggi dell'elettroerosione sono:
- Elevata usura relativa dell'utensile. Un valore tipico può essere 1-5%; cioè l'usura di 1-5 mm3 di utensile ogni 100 mm3 di materiale asportato.
- Rugosità più o meno pronunciata, a seconda del grado di finitura, delle superfici lavorate. Questa è dovuta alla creazione di micro-crateri per effetto dell'azione elettroerosiva.